# Smooth Island
Smooth Island (von englisch smooth ‚glatt, eben, gleichmäßig‘) ist eine Insel im Wilhelm-Archipel vor Westküste der Antarktischen Halbinsel. In der Gruppe der Argentinischen Inseln ist sie die nordöstlichste der Forge Islands.
Kennzeichen der Insel ist ihre glatte und eisfreie Oberfläche, die das UK Antarctic Place-Names Committee 1961 zur deskriptiven Benennung veranlasste.